# Jacob Breda Bull
Jacob Breda Bull (Rendalen, 28 marzo 1853 – Copenaghen, 7 gennaio 1930) è stato uno scrittore, giornalista e editore norvegese.

## Biografia
Jacob Breda Bull era figlio del pastore protestante Mathias Bull (1815 – 1876) e di Henriette Margrethe Breda (1817 – 1887). Il 29 dicembre 1876, a Kristiania, sposò, in prime nozze, Gunvor Sofie Rytterager (10 aprile 1843 – 23 gennaio 1882), figlia del proprietario terriero Johannes Olsen Rytterager (1816 – 1903) e di Jakobine Laurentze Marie Hoffeldt (1818–1845). Successivamente, il 9 gennaio 1883 sposò, a Stoccolma, Anna Maria Augusta Berglöf (15 luglio 1854 – 11 marzo 1922), figlia dell'industriale August Th. Berglöf e di Maria Charlotta Hesselgreen. È stato padre di Hjalmar e del poeta Olaf Bull.
Bull crebbe nel circondario di Øvre-Rendal, la cui collocazione di campagna lasciò il segno sulla sua successiva attività letteraria. La casa paterna era caratterizzata da grande apertura culturale e tolleranza, vi si leggevano diversi giornali, che davano luogo a conversazioni anche di argomento politico, e si coltivavano la musica ed il canto: egli stesso padroneggiava diversi strumenti, e considerò seriamente di dedicarsi allo studio della musica. La madre, col suo atteggiamento gioioso nei riguardi della sua fede cristiana, e con il suo costante aiuto verso i poveri, ebbe un grande influsso su di lui. Da ragazzino si intratteneva spesso col personale di servizio ad ascoltare le loro storie, che più tardi avrebbe rielaborato nelle proprie opere. La collaboratrice domestica che lo seguì da bambino scoprì le sue doti letterarie alimentandone la fantasia ed ebbe un ruolo critico nello sviluppo del suo stile in lingua norvegese, avviandolo agli studi.
A 15 anni di età si iscrisse alla scuola di latino di Kristiania, dove apprese il latino ed il greco, mentre il suo interesse precipuo andava alla letteratura, i cui classici prese a frequentare. Nel 1872 sostenne l'examen artium e iniziò a studiare teologia, diplomandosi nel 1976. Non divenne tuttavia mai un ecclesiastico, poiché la sua disinvolta concezione della fede cristiana mal si adattava alla visione rigorista vigente ai tempi nella facoltà universitaria. Si dedicò piuttosto al giornalismo, fondando nel 1878 il giornale Dagen, per volgersi poi all'umorismo con l'istituzione della rivista Krydseren, apparsa fra il 1879 e il 1885, i cui pezzi parodistici da lui scritti furono particolarmente seguiti. In seguito acquisì il Folkebladet sul quale pubblicò diversi racconti brevi e poesie.
Più avanti si stabilì a Copenaghen, non mancando mai di visitare sovente la sua vallata natale, alla vita rurale della quale rimase sempre legato.
Bull, vissuto agli inizi dell'industrializzazione nel suo paese, fece i suoi esordi letterari nel segno del neoromanticismo. Rimase ancorato ai valori della vecchia società a stampo contadino, ponendosi con scetticismo, se non con aperto rifiuto, di fronte a diverse concezioni tipiche dei suoi tempi, che affievolivano il legame di Dio con la creazione e con la natura, combattendo tali concezioni nel corso della sua intera vita. Pur confidando nella centralità della ragione umana fu contrario alle conclusioni del darwinismo, rimanendo tuttavia fortemente influenzato dalla teologia liberale, che vedeva nella figura di Gesù un pioniere e nell'amore un valore di riferimento. La sua lunga amicizia con Bjørnstjerne Bjørnson lo conduceva nella stessa direzione. Espresse la propria Weltanschaaung in versi nel lavoro teatrale Veslefrikk del 1907.
Jacob Bull viaggiò molto, ed ebbe persistenti difficoltà finanziarie. Diversi suoi scritti ottennero valutazioni negative dai critici del suo tempo. Ciò in parte era dovuto all'altalenante qualità letteraria di essi, ma in buona parte alla sua visione della vita, diametralmente opposta allo Zeitgeist dominante, e al messaggio impietoso ed estremo, spesso semplificatorio, che egli affidava ai suoi romanzi d'attualità e ai suoi lavori teatrali. Soltanto le sue descrizioni della vita del popolo minuto ottenevano apprezzamenti. Nonostante i problemi con la critica, i suoi scritti ottenevano grossi successi di vendita. Il suo racconto di debutto, Paa Grænsen, apparso sul Morgenbladet nel 1879, manifesta pesantemente l'influsso di Bjørnson. Ottennero una notevole visibilità i suoi lavori di critica sociale Uden Ansvar e Alvorsmænd. Ma il posto nella letteratura nazionale norvegese gli è assicurato dai suoi racconti brevi con le descrizioni della natura dell'Østerdalen, i suoi schizzi, favole e storie, come ad esempio Fra skog og fjeld, Mellem fjeldene, Vesleblakken e Folk fra dalen. Le sue rappresentazioni della natura e dell'uomo sono fortemente impregnate di romanticismo, ma acquistano una spiccata nota di critica sociale ad esempio quando si incentrano sulle diverse sorti dei poveri e dei ricchi. Un notevole sforzo è stato rifuso nel suo libro sulla storia e la popolazione di Rendalen, i cui due primi volumi sono stati editi da Bull stesso, e il terzo ha visto la luce nel 1940, completato dal figlio Hjalmar, ad opera di una commissione comunale di Rendalen.
Ancora un anno prima della morte Bull completò il suo romanzo di critica sociale En høvding, che si occupa del movimento dei lavoratori.
Dal 1900 al 1903 Bull è stato presidente dell'Unione degli scrittori norvegesi (Den norske Forfatterforening). Nel 1911 è stato insignito del titolo di Cavaliere della I classe dell'Ordine reale norvegese di Sant'Olav.
Bull è sepolto, con la seconda moglie, a Lommesjøen. La casa in cui ha trascorso l'infanzia è stata convertita nel 1964 nel Museo Bull. La municipalità di Rendalen assegna annualmente il premio Vesleblakkenprisen, così nominato secondo il titolo di una delle opere più note dell'autore, ad individui od associazioni che si siano distinti per l'attività assistenziale

## Opere (Parziale)
- Uden Ansvar, (teatro), 1890
- Alvorsmænd (teatro), 1891
- Skisser, 1891
- Eventyr og historier, 1892
- Af Norges frihedssaga, (poesie), 1893.
- Fra skog og fjeld, 1894
- Mellem fjeldene, 1895
- Folk fra dalen, 1897
- Bondeoprøret, 1900
- Dyveke i Norge, 1901
- Tordenskjold, (teatro), 1901
- Dyveke i Danmark,1902
- Fonnaasfolket, 1902
- Fra fru Ingers tid, 1902
- Jomfruerne på Østraat, 1903
- Kong Kristjern Tyran, 1904
- Christian Frederik Norges konge (teatro), 1905
- Eline Vangen, 1906
- Fjeldkraker og skogstrold, 1906
- Veslefrikk. (Märchenschauspiel), (teatro), 1907
- Østerdalskongen, 1907
- Glomdalsbruden, 1908
- Hans Nielsen Hauge, 1908
- Jagthistorier, 1908
- Ole Pedersen Høyland, 1910
- Livets triumf, 1911
- Lys hævn, 1913
- Præstens søn, 1915
- Den nye Gud, 1917
- Rendalen, dens historie og bebyggelse, Vol. 1, 1916, Vol. 2, 1919, Vol. 3 (completato da Hjalmar Bull), 1940
- Den store kjærlighet, 1923
- Hr. Samuel, 1920
- Hr. Samuels rige, 1922
- Jørund Smed, 1924
- Thordis Eikaberg, 1925
- Viddens herrer, 1927
- Ættens øde, 1928
- En høvding, 1929
- Fjeld-ljom (poesie), 1929

## Filmografia
- La fidanzata di Glomdal (Glomdalsbruden), regia di Carl Theodor Dreyer (1926) [4]
- Tater-Kristen, regia di Jan Ove Bakken (1990) [5]